# Vittorio Sodano
Vittorio Sodano, auch Victor Sodano, ist ein italienischer Maskenbildner.
Sodano begann mit 16 Jahren in einem Londoner Studio für Spezialeffekte zu arbeiten. Der erste Film, an dem er nach eigenen Angaben mitwirkte, entstand 1999: Prima del tramonto.
Er ist als Dozent tätig und betreibt eine nach ihm benannte Schule für Maskenbildnerei in Rom. Als einen seiner Vorbilder nennt er Rick Baker.
Gemeinsam mit Aldo Signoretti war Sodano zweimal für den Oscar in der Kategorie Bestes Make-up nominiert. Zunächst 2007 für Apocalypto sowie ein zweites Mal 2010 für Il Divo. Signoretti und Sodano gewannen für nämlichen Film den David di Donatello 2009 in den Kategorien Bestes Hairstyling respektive Bestes Make-up. Im Jahr darauf konnte Sodano mit Die Fahne der Freiheit diesen Erfolg wiederholen.
2017 wurde Sodano in die Academy of Motion Picture Arts and Sciences (AMPAS) aufgenommen, die alljährlich die Oscars vergibt.

## Filmografie (Auswahl)
- 2002: Der schönste Tag in meinem Leben (Il più bel giorno della mia vita)
- 2005: Das Imperium der Wölfe (L'Empire des loups)
- 2006: Black Dahlia
- 2006: Apocalypto
- 2008: Il Divo
- 2010: Die Fahne der Freiheit (Noi credevamo)